# Niu
Niú 牛 is een Chinese achternaam op de 310e plaats van de Baijiaxing. In Hongkong wordt het geromaniseerd als Ngau en in Macau als Ngao. Niú 牛 is een van de weinige Chinese achternamen die letterlijk een dier betekenen. Deze achternaam komt staat in de top tien van Chinese achternamen onder de Chinese Birmezen in Rangoon.
- Koreaans: ?
- Vietnamees: Ngưu

Niǔ 钮 is ook een Chinese achternaam en staat op de 191e plaats van de Baijiaxing. In Hongkong wordt het geromaniseerd als Nau en in Macau als Nao. De achternaam Niǔ 钮 komt veel minder voor dan de achternaam Niú 牛.
- Koreaans: ?
- Vietnamees: ?

## Oorsprong van de Niú's 牛
De Niú's 牛 komen oorspronkelijk uit het oude gebied Longxi, dat nu is opgegaan in verschillende Chinese stadsprefecturen.

## Nederland
De Nederlandse Familienamenbank geeft de volgende statistieken weer:
| familienaam | aantal in 1947 | aantal in 2007 |
| ----------- | -------------- | -------------- |
| Niu         | 0              | <5             |
| Ngau        | 0              | <5             |
| Nguu        | 0              | 0              |
| Nau         | 3              | <5             |
|             | totaal: 3      | totaal: <15    |

## Beroemde personen met de achternaam Niú 牛
- Niu Gao 牛皋
- Niu Sengru 牛僧孺
- Niu Hongsheng 牛宏升

## Beroemde personen met de achternaam Niǔ 钮
- Niu Xianzhong/Niu Hsian-Chung 鈕先鍾
- Niu Chengze 鈕承澤
- Niu Punan 鈕甫楠